# Neni
Neni (fl. XVIII-XVII secolo a.C.) è stata una regina egizia della XIII dinastia.
Era la moglie del faraone Sobekhotep III e la madre di due delle sue figlie: Iuhetibu Fendy e Dedetanqet. L'unico titolo attestato per Neni è la moglie del re, titolo comune per le regine di questo periodo. Non si sa molto altro di lei. Esiste una stele, eretta dal suo maggiordomo, che attesta i possedimenti di Neni.